# Calcio Catania 1997-1998
Questa pagina raccoglie i dati riguardanti il Calcio Catania nelle competizioni ufficiali della stagione 1997-1998.

## Stagione
Nella stagione 1997-1998 il Catania disputa il girone C del campionato di Serie C2. Si piazza in decima posizione con 43 punti. La squadra etnea allenata da Giovanni Mei si presenta molto rinnovata, ed anche stavolta il prologo della Coppa Italia non è incoraggiante, con i rossoazzurri costretti all'esilio per i lavori di manutenzione al manto erboso del Cibali, che sono fermati da due sconfitte, firmate da altrettanti ex, con la Juveterranova decide un rigore segnato da Ciccio Pannitteri, con il Trapani una doppietta di Santo Gianguzzo. Anche in campionato, dopo un promettente inizio, la scialuppa rossoazzurra inizia ad imbarcare acqua, il 21 dicembre, dopo il pareggio interno (1-1) con il Bisceglie, con il Catania appena sopra la zona retrocessione con 18 punti, viene esonerato il tecnico, che è sostituito da Franco Gagliardi. Con il nuovo allenatore il Catania nel girone di ritorno non cambia marcia, ma racimola i 25 punti necessari per mantenere la categoria. Quando a metà maggio l'(1-1) di Chieti, fa calare il sipario sulla stagione, consegna agli etnei un ordinario e mediocre decimo posto finale.

## Rosa
| N. |                   | Ruolo | Calciatore            |
| -- | ----------------- | ----- | --------------------- |
|    | Italia (bandiera) | P     | Giovanni Giorgianni   |
|    | Italia (bandiera) | P     | Saul Santarelli       |
|    | Italia (bandiera) | D     | Alessandro Chicchetti |
|    | Italia (bandiera) | D     | Fabio Calcaterra      |
|    | Italia (bandiera) | D     | Antonino Di Dio       |
|    | Italia (bandiera) | D     | Alessandro Furlanetto |
|    | Italia (bandiera) | D     | Roberto Ricca         |
|    | Italia (bandiera) | D     | Giuseppe Del Giudice  |
|    | Italia (bandiera) | D     | Angelo Tasca          |
|    | Italia (bandiera) | D     | Gaetano Calà Campana  |
|    | Italia (bandiera) | C     | Umberto Brutto        |
|    | Italia (bandiera) | C     | Massimo D'Aviri       |

| N. |                   | Ruolo | Calciatore            |
| -- | ----------------- | ----- | --------------------- |
|    | Italia (bandiera) | C     | Dino Di Julio         |
|    | Italia (bandiera) | C     | Christian Nanè        |
|    | Italia (bandiera) | C     | Davide Faieta         |
|    | Italia (bandiera) | C     | Matteo Rossi          |
|    | Italia (bandiera) | C     | Ferdinando Signorelli |
|    | Italia (bandiera) | A     | Alessandro Costa      |
|    | Italia (bandiera) | A     | Luca Lugnan           |
|    | Italia (bandiera) | A     | Lorenzo Intrieri      |
|    | Italia (bandiera) | A     | Giuseppe Malafronte   |
|    | Italia (bandiera) | A     | Nicola Longhitano     |
|    | Italia (bandiera) | A     | Davide Pellegrini     |
|    | Italia (bandiera) | A     | Claudio Piperissa     |

## Risultati

### Serie C2

#### Girone di andata
| Arbitro: | Guiducci (Arezzo) |

|              |           |                        |
| Perrotti 58’ | Marcatori | 36’ Intrieri 80’ Costa |

| Arbitro: | Ambrosino (Torre del Greco) |

|            |           |              |
| Faieta 23’ | Marcatori | 59’ Crepaldi |

| Arbitro: | Verrucci (Fermo) |

|                                  |           |  |
| Malafronte 36’ Faieta 60’ (rig.) | Marcatori |  |

| Arbitro: | Cicoianni (Ascoli Piceno) |

|                         |           |           |
| Sardone 44’ Ambrosi 77’ | Marcatori | 20’ Ricca |

| Catania 28 settembre 1997 5ª giornata | Catania       | 0 – 0 | Gela J.T. | Stadio Cibali\| Arbitro: \| Ciampi (Pisa) \| |
| Arbitro:                              | Ciampi (Pisa) |       |           |                                              |

| Sora 5 ottobre 1997 6ª giornata | Sora             | 0 – 0 | Catania | Stadio Claudio Tomei\| Arbitro: \| Baglioni (Prato) \| |
| Arbitro:                        | Baglioni (Prato) |       |         |                                                        |

| Arbitro: | Campofiorito (Chiavari) |

|                      |           |                    |
| Faieta 28’ Costa 90’ | Marcatori | 8’ Libro 75’ Marra |

| Arbitro: | Griselli (Livorno) |

|                         |           |  |
| Guida 14’ D'Ermilio 53’ | Marcatori |  |

| Catania 2 novembre 1997 9ª giornata | Catania           | 0 – 0 | Avezzano | Stadio Cibali\| Arbitro: \| Ferrarini (Parma) \| |
| Arbitro:                            | Ferrarini (Parma) |       |          |                                                  |

| Arbitro: | Pozzi (Como) |

|                         |           |  |
| Fumarola 27’ Basile 90’ | Marcatori |  |

| Marsala 16 novembre 1997 11ª giornata | Marsala         | 0 – 0 | Catania | Stadio Municipale\| Arbitro: \| Cossero (Udine) \| |
| Arbitro:                              | Cossero (Udine) |       |         |                                                    |

| Arbitro: | Bianchi (Prato) |

|               |           |  |
| Piperissa 23’ | Marcatori |  |

| Arbitro: | Dondarini (Finale Emilia) |

|                    |           |                |
| Marulla 51’ (rig.) | Marcatori | 64’ Malafronte |

| Catania 14 dicembre 1997 14ª giornata | Catania                | 0 – 0 | Tricase | Stadio Cibali\| Arbitro: \| Silvestrini (Macerata) \| |
| Arbitro:                              | Silvestrini (Macerata) |       |         |                                                       |

| Arbitro: | Maselli (Lucca) |

|             |           |                  |
| D'Aviri 30’ | Marcatori | 33’ S. Silvestri |

| Arbitro: | Verrucci (Fermo) |

|                                     |           |  |
| Cataldi 49’ Mosca 85’ Gianguzzo 90’ | Marcatori |  |

| Lentini 11 gennaio 1998 17ª giornata | Catania             | 0 – 0 | Chieti | Stadio Angelino Nobile\| Arbitro: \| Manganelli (Milano) \| |
| Arbitro:                             | Manganelli (Milano) |       |        |                                                             |

#### Girone di ritorno
| Arbitro: | Ardito (Bari) |

|              |           |  |
| Intrieri 88’ | Marcatori |  |

| Arbitro: | Morganti (Ascoli Piceno) |

|                          |           |               |
| Venturi 14’ Cordelli 27’ | Marcatori | 45’ Piperissa |

| Arbitro: | Soffritti (Ferrara) |

|                   |           |                                   |
| Grieco 82’ (rig.) | Marcatori | 8’ M. Rossi 90’ (rig.) Furlanetto |

| Arbitro: | Cecotti (Udine) |

|                                                    |           |             |
| D. Pellegrini 13’ Piperissa 56’ L. Lugnan 82’, 88’ | Marcatori | 90’ Ambrosi |

| Arbitro: | Bertini (Arezzo) |

|             |           |               |
| Perrelli 3’ | Marcatori | 80’ L. Lugnan |

| Arbitro: | Cavuoti (Vasto) |

|  |           |                |
|  | Marcatori | 39’ Capparella |

| Arbitro: | Ciampi (Pisa) |

|              |           |  |
| Acampora 53’ | Marcatori |  |

| Arbitro: | Cuttica (Alessandria) |

|  |           |                         |
|  | Marcatori | 76’ Guida 90’ D'Isidoro |

| Avezzano 22 marzo 1998 26ª giornata | Avezzano          | 0 – 0 | Catania | Stadio dei Marsi\| Arbitro: \| Saccani (Mantova) \| |
| Arbitro:                            | Saccani (Mantova) |       |         |                                                     |

| Arbitro: | Bianchi (Prato) |

|                              |           |               |
| L. Lugnan 11’ Furlanetto 25’ | Marcatori | 90’ Licciardi |

| Catania 5 aprile 1998 28ª giornata | Catania         | 0 – 0 | Marsala | Stadio Cibali\| Arbitro: \| Fausti (Milano) \| |
| Arbitro:                           | Fausti (Milano) |       |         |                                                |

| Berchidda 11 aprile 1998 29ª giornata | Olbia               | 0 – 0 | Catania | Stadio Comunale\| Arbitro: \| Cavallaro (Legnago) \| |
| Arbitro:                              | Cavallaro (Legnago) |       |         |                                                      |

| Arbitro: | Ferone (Terni) |

|                                   |           |                    |
| Brutto 4’ Costa 41’ L. Lugnan 89’ | Marcatori | 25’ (rig.) Marulla |

| Arbitro: | Girardi (San Donà di Piave) |

|                                            |           |              |
| Corvo 45’ Mortari 52’ Mazzotta 68’ Ria 81’ | Marcatori | 89’ Intrieri |

| Arbitro: | Niccolai (Livorno) |

|              |           |                |
| Frazzica 82’ | Marcatori | 90’ Furlanetto |

| Arbitro: | Dondarini (Finale Emilia) |

|                                           |           |                |
| Brutto 4’ Furlanetto 82’ (rig.) Ricca 86’ | Marcatori | 51’, 90’ Mosca |

| Arbitro: | Lecci (Varese) |

|               |           |             |
| Ronchetti 33’ | Marcatori | 60’ D'Aviri |

### Coppa Italia Serie C

#### Fase eliminatoria a gironi
| 16 agosto 1997 1ª giornata |  | – Turno di riposo Catania |  |  |

| Arbitro: | Urbano (Cagliari) |

|                       |           |  |
| Pannitteri 44’ (rig.) | Marcatori |  |

| Arbitro: | Pirrone (Messina) |

|              |           |                                                      |
| Ferrigno 56’ | Marcatori | 37’ (aut.) Migliaccio 41’ M. Rossi 76’ (rig.) Faieta |

| Arbitro: | Cassarà (Palermo) |

|                |           |             |
| Malafronte 20’ | Marcatori | 24’ Spocchi |

| Arbitro: | Cirone (Palermo) |

|                    |           |  |
| Gianguzzo 70’, 88’ | Marcatori |  |

## Statistiche

### Statistiche di squadra
| Competizione         | Punti | In casa | In casa | In casa | In casa | In casa | In casa | In trasferta | In trasferta | In trasferta | In trasferta | In trasferta | In trasferta | Totale | Totale | Totale | Totale | Totale | Totale | DR |
| Competizione         | Punti | G       | V       | N       | P       | Gf      | Gs      | G            | V            | N            | P            | Gf           | Gs           | G      | V      | N      | P      | Gf     | Gs     | DR |
| -------------------- | ----- | ------- | ------- | ------- | ------- | ------- | ------- | ------------ | ------------ | ------------ | ------------ | ------------ | ------------ | ------ | ------ | ------ | ------ | ------ | ------ | -- |
| Serie C2             | 43    | 17      | ..      | ..      | ..      | ..      | ..      | 17           |              | ..           | ..           | ..           | ..           | 34     | 9      | 16     | 9      | 31     | 34     | -3 |
| Coppa Italia Serie C | -     | 1       | 0       | 1       | 0       | 1       | 1       | 3            | 1            | 0            | 2            | 3            | 4            | 4      | 1      | 1      | 2      | 4      | 5      | -1 |
| Totale               | -     | 18      | ..      | ..      | ..      | ..      | ..      | 20           | --           | --           | --           | --           | --           | 38     | 10     | 17     | 11     | 35     | 39     | -4 |